# Municipio de Newcomb (Arkansas)
El municipio de Newcomb (en inglés: Newcomb Township) es un municipio ubicado en el condado de Saline en el estado estadounidense de Arkansas. En el año 2010 tenía una población de 1672 habitantes y una densidad poblacional de 40,76 personas por km².

## Geografía
El municipio de Newcomb se encuentra ubicado en las coordenadas 34°34′16″N 92°38′55″O / 34.57111, -92.64861. Según la Oficina del Censo de los Estados Unidos, el municipio tiene una superficie total de 41.02 km², de la cual 40,7 km² corresponden a tierra firme y (0,78 %) 0,32 km² es agua.

## Demografía
Según el censo de 2010, había 1672 personas residiendo en el municipio de Newcomb. La densidad de población era de 40,76 hab./km². De los 1672 habitantes, el municipio de Newcomb estaba compuesto por el 95,16 % blancos, el 2,03 % eran afroamericanos, el 0,66 % eran amerindios, el 0,36 % eran asiáticos, el 0,66 % eran de otras razas y el 1,14 % eran de una mezcla de razas. Del total de la población el 1,85 % eran hispanos o latinos de cualquier raza.